# Ибарско Постење
Ибарско Постење је насеље у општини Лепосавић на Косову и Метохији. Површина катастарске општине Ибарско Постење где је атар насеља износи 246 ha. Припада месној заједници Лешак. Село се налази 12 km северозападно од Лепосавића, са обе стране Врачевске реке, леве притоке реке Ибра. Гранична села око сеоског атара су: Белуће, Рватска и Горња Каменица, заселак Требића. Западно од села је брдо Дубрава (763м), а на северу је Градина чије се стране стрмо спуштају према Ибру. Средња надморска висина села је 506 метара. У корену назива села је назив биљке постењак (врста каранфила која расте на стењу). На брегу званом Црквине, у непосредној близини реке Ибра налазе се остаци старе цркве очуваних зидова 0,50 метара, где је средином 2000. године подигнута нова црква. Становништво се претежно бави земљорадњом, а у мањој мери и чувањем стоке.

## Демографија
- попис становништва 1948: 141
- попис становништва 1953: 154
- попис становништва 1961: 191
- попис становништва 1971: 184
- попис становништва 1981: 157
- попис становништва 1991: 168

У насељу 2004. године живи 172 становника и броји 39 домаћинстава. Данашњи родови су: Кузмановићи, Веселиновићи, Гвоздићи, Танасковићи, Миленковићи, Павловићи, Тодосијевићи, Јеровићи, Бошковићи, Ковачевићи, Бановићи, Премовићи, Вукадиновићи.